# Марджорі Райс
Марджорі Райс (до шлюбу Юк; англ. Marjorie Ruth Rice (Jeuck); 16 лютого 1923 , Сент-Пітерсберг, Флорида  — 2 липня 2017 , Сан-Дієго, Каліфорнія ) — американська домогосподарка, самодіяльна математикиня, відома відкриттями п'ятикутних мозаїк.

## Життєпис
Жила в Сан-Дієго, була матір'ю п'ятьох дітей у шлюбі з Гілбертом Райсом. Цікавилась колонкою американського популяризатора математики Мартіна Гарднера «Математичні ігри», яка щомісяця з'являлася в 1957—1986 роках на сторінках журналу «Scientific American».
1975 року Райс прочитала липневу колонку Гарднера «Про теселяцію площини за допомогою плиток у формі опуклих многокутників», де обговорювалося, які види опуклих многокутників можуть ідеально поєднуватися один з одним без будь-яких перекриттів або зазорів, заповнюючи площину. У колонці Гарднер зазначив, що «задачу знайти всі опуклі многокутники, які замостили площину… не було завершено до 1967 році, коли Річард Брендон Кершнер… знайшов три п'ятикутні плитки, які пропустили всі попередники, що працювали над цією проблемою». Гарднер повторював твердження Кершнера про те, що список мозаїчних плиток з опуклими п'ятикутниками повний. Але через місяць Гарднер отримав від одного зі своїх читачів, Річарда Джеймса III, приклад нового опуклого п'ятикутника й опублікував цю новину в колонці за грудень 1975 року. 
Натхненна цим відкриттям, Райс вирішила спробувати знайти інші види п'ятикутних заповнень. Попри те, що вона мала тільки середню освіту, завдяки великий інтерес до мистецтва, вона почала у вільний час шукати нові способи замостити площину п'ятикутниками. Працювала, «малюючи схеми на кухонному столі, коли нікого не було поруч, і ховаючи їх, коли чоловік і діти поверталися додому або коли заходили друзі». Згодом розробила систему позначень для представлення обмежень та взаємозв'язків між сторонами та кутами п'ятикутників.
У лютому 1976 року Райс відкрила новий тип п'ятикутника і його варіації за формою, накреслила кілька мозаїк з його використанням, і надіслала свої відкриття Гарднеру поштою. Останній, у свою чергу, надіслав її роботу Доріс Шаттшнайдер, експертці з мозаїчних візерунків, яка спочатку поставилася скептично, заявивши, що своєрідна система позначень Райс видається дивною, як «ієрогліфи». Після ретельного вивчення вона підтвердила результати Райс.
До жовтня 1976 року Райс виявила 58 п'ятикутних мозаїк, у яких для «транзитивності» потрібно було склеїти два п'ятикутники (більшість з них раніше були невідомі), які вона розбила на 12 класів. Вже в грудні 1976 року виявила два нових типи п'ятикутної мозаїки та понад 75 різних мозаїк із п'ятикутників, які були в блоках, і їх можна було розглядати як «подвійні шестикутники». Потім у грудні 1977 року вона зробила четверте відкриття нового типу п'ятикутної мозаїки, і на той час нарахувала 103 «2-блокових транзитивних» п'ятикутних мозаїки. У наступному десятилітті виявила ще кілька п'ятикутних мозаїк і дослідила аперіодичні мозаїки.
Марджорі Райс виявляла інтерес до мистецтва, до одруження вона пройшла половину заочного курсу комерційного мистецтва. Протягом своїх досліджень вона вивчала, як використовувати п'ятикутні мозаїки як сітки, на які можна накладати мозаїку з квітів, черепашок, метеликів та бджіл. Гарднер ніколи не публікував її дослідження в «Scientific American», проте додав їх до початкової колонки, включеної в його збірник колонок 1988 року, де зазначив, що її відкриття є «фантастичними досягненнями».

## Чотири класи п'ятикутних мозаїк, відкриті Марджорі Райс
| Тип 9                                | Тип 11                                             | Тип 12                                             | Тип 13                                 |
| ------------------------------------ | -------------------------------------------------- | -------------------------------------------------- | -------------------------------------- |
|                                      |                                                    |                                                    |                                        |
| b = c = d = e 2A + C = D + 2E = 360° | 2a + c = d = e A = 90°, 2B + C = 360° C + E = 180° | 2a = d = c + e A = 90°, 2B + C = 360° C + E = 180° | d = 2a = 2e B = E = 90°, 2A + D = 360° |

## Визнання
Доріс Шаттшнайдер, яка допомогла Мартіну Гарднеру популяризувати відкриття Райс, назвала її роботу «захопливим відкриттям математика-аматора». 1995 року на регіональному зібранні Математичної асоціації Америки, що відбулося в Лос-Анджелесі, Шаттшнайдер переконала Райс та її чоловіка відвідати її лекцію про роботу Райс. Перш ніж завершити виступ, Шаттшнайдер представила математикиню-аматорку, яка просунулася у вивченні теселяції, і «всі в кімнаті… аплодували їй стоячи».

## Спадщина
1999 року одну з плиток, виявлених Райс, виготовлено у вигляді глазурованої керамічної плитки і встановлено у фоє штаб-квартири Математичної асоціації Америки у Вашингтоні (федеральний округ Колумбія). Документи та матеріали Райс, що підтверджують її математичні відкриття, містяться в бібліотеці Університету Калгарі (Альберта, Канада) в колекції рекреаційної математики Ежена Стренса.